# Opel 6/12 PS
L'Opel 6/12 PS est une voiture de la catégorie familiale routière construite au côté du modèle 6/14 PS par Adam Opel KG seulement en 1909 pour succéder au modèle 8/9 PS.

## Historique et technologie
Les 6/12 PS et 6/14 PS furent les premières Opel de la catégorie familiale routière que le constructeur automobile de Rüsselsheim proposait avec sa propre conception et non plus basées sur la conception de Darracq.
Le moteur était un moteur deux cylindres d'une cylindrée de 1 527 cm³ (alésage × course = 90 mm × 120 mm), qui produisait 12 ch (8,8 kW) à 1 600 tr/min. Le moteur à commande latérale était refroidi par eau. La puissance du moteur était transmise à l'essieu arrière via un embrayage à cône en cuir, une boîte de vitesses manuelle à trois vitesses et un arbre à cardan. La vitesse maximale de la voiture était de 55 km/h.
Le cadre était constitué de profilés en U en tôle en acier. Les deux essieux rigides étaient suspendus à des ressorts à lames semi-elliptiques. Le frein de service agissait sur l’arbre de sortie de la transmission. Le frein à main a été conçu comme un frein à tambours agissant sur les roues arrière.
Il y avait trois styles de carrosserie, un phaéton à deux places, une voiture de tourisme à quatre places et un landaulet. La variante la moins chère (le phaéton), coûtait 4800 Reichsmark.
Alors que le modèle sœur 6/14 PS était encore construit jusqu'en 1910, fin 1909, la construction de la 6/12 PS est arrêtée sans successeur.